# 伦敦液压动力公司
伦敦液压动力公司（英語：London Hydraulic Power Company）是一家在英国伦敦修建并运营一个大规模公共液压动力网络的公司，成立于1883年。该公司鼎盛时期的覆盖范围包括伦敦市中心的大多数区域。后来，因电力网络的发展而被电力网络取代，伦敦液压动力公司所属的最后一座泵站于1977年关闭。

## 历史
1884年，英国国会通過《1884年伦敦液压动力公司法》後，该公司是根据該法令而成立、并运营，发起人为铁路工程师詹姆斯·约瑟夫·阿尔波特爵士，该公司在伦敦市地下建立了一个覆盖全市的大规模由铸铁管道组成的高压液压网络。
该公司兼并了1871年由爱德华·贝赞德·艾灵顿创办的码头和仓库蒸汽动力和液压动力公司（Wharves and Warehouses Steam Power and Hydraulic Pressure Company）和1882年创办的通用液压动力公司（General Hydraulic Power Company）。这一网络在公司成立后逐渐扩大，覆盖了从西部的海德公园到东部的码头区，大部分在泰晤士河以北。
该系统被用作比各单位自有蒸汽机的更清洁、占用空间更小、成本更低的替代品，驱动工厂里的机器、升降梯、起重机、剧院设备（包括伦敦守护神剧院和科利瑟姆剧院中的旋转舞台、德鲁里巷皇家剧院的安全幕等） ，同时也是伦敦塔桥开启装置的后备动力（伦敦塔桥中间部分可以开启，开启后较高的船舶可以通过）。 这一大规模液压系统同时为消防栓供水，这些消防栓多数安装在室内。系统从泰晤士河直接抽取的水在冬天被加热，以防止结冰。

## 泵站

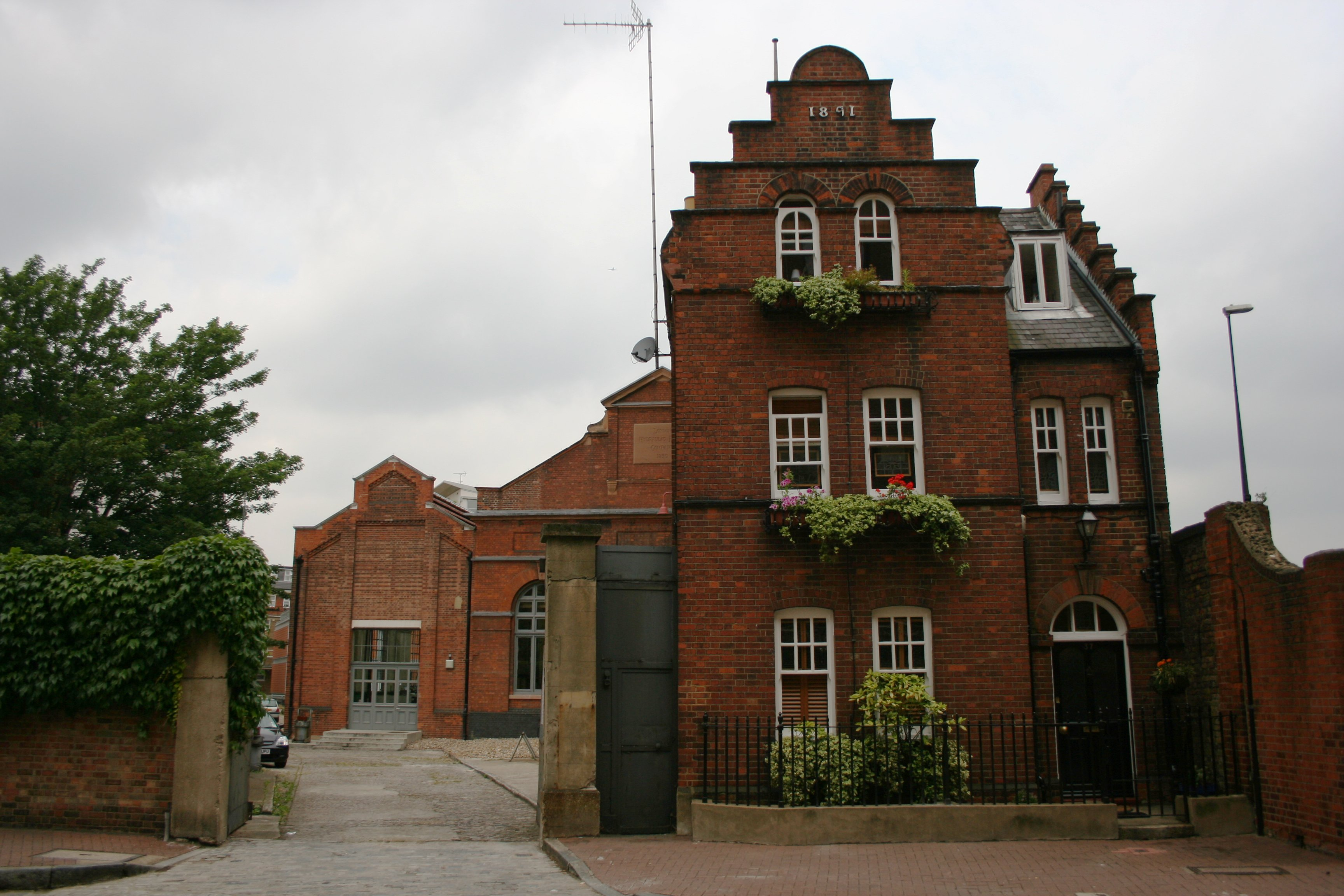
沃平液压泵站

这一系统的动力来源于由燃煤蒸汽机驱动的5座泵站，它们将压力维持在800磅/英寸(5.5 MPa) (55 BAR)。 这些泵站分别是：
- 猎鹰码头泵站（英语：Falcon Wharf Pumping Station）：位于黑衣修士桥以东、泰晤士河南岸的Bankside，启用于1883年。[3]
- 肯辛顿小区和磨坊岸泵站（Kensington Court and Millbank）：1887年启用[3] ，1911年被位于格罗夫纳路（Grosvenor Road）的另一座泵站取代。[4]
- 沃平液压泵站（英语：Wapping Hydraulic Pumping Station）：建于1890年[3] ，通过塔隧道（英语：Tower Subway）跨泰晤士河输送液压动力。关闭于1977年6月30日，同时也是最后关闭的泵站。[4]
- City Road Basin泵站：位于伊斯灵顿，靠近摄政运河[3]，后被Marico家具厂使用。[4]
- Renforth泵站：位于罗瑟希德，启用于1904年[3]，现在是住宅区。

## 跨泰晤士河主干管道
系统通过位于沃克斯霍尔桥、滑铁卢桥、南华克桥、罗瑟希德隧道、塔隧道的主干管道穿过泰晤士河。

## 其它
1893年，系统每周泵水650万加仑；1933年，这个数字增长到了3200万加仑。短期能量储存由液压蓄能器提供，其为装有重物的大型垂直活塞。 
自1904年起，随着电力的普及，公司的业绩便出现下滑。1923年，公司开始用电动机取代蒸汽机。在鼎盛时期，液压主干管里程达180英里（290千米），共产生7000马力的动力（5.2 MW）。  
该系统最后在1977年6月完全关闭。由于伦敦液压动力公司具有挖掘公共道路以安装和维护管网的资质，所以在液压系统关闭之后被墨丘利通訊公司（其为大东电报局的子公司）并购，以便于地下通信设施安装。 沃平液压动力站是5个泵站中最后关闭的，之后成为艺术中心及餐厅。

## 扩展阅读
- McNeil, Ian. . 朗文出版社. 1972. ISBN 978-0-582-12797-5 （英语）.
- Pugh, B. . Mechanical Engineering Publications（中文译名：英国机械工程出版社）. 1980. ISBN 0-85298-447-2 （英语）.